# 亚历山大·格里鲍耶陀夫

亚历山大·谢尔盖耶维奇·格里鲍耶陀夫（羅馬化：Aleksandr Sergeyevich Griboyedov；1795年1月15日—1829年2月11日），俄羅斯帝國外交官、剧作家、诗人、作曲家，以《聪明误》知名。
1829年，格里鲍耶陀夫被任命为俄国驻德黑兰大使，他率领一支规模庞大的使团抵达了德黑兰。由于伊朗在1828年俄波战争中战败，被迫与俄国签署《土库曼恰伊条约》。他为了落实该商定条约，要求释放被恺加贵族囚禁的格鲁吉亚嫔妾，并将这些妇女带回了俄国的大使馆。这一行为被视为对主权的侵犯以及威胁什叶派宗教风俗，因而激怒了德黑兰当地人，德黑兰的伊智提哈德的米尔扎·马西·德黑兰尼（ Mirza Masih Tehrani）呼吁德黑兰人出来拯救这些可能已经皈依伊斯兰教的妇女，并将她们送回穆斯林家庭。响应他的号召的示威者们来到俄国大使馆并与大使馆警卫发生了冲突，冲突中三名示威者死亡。于是愤怒的民众冲进大使馆杀死了格里博耶多夫和整个俄国大使馆里的70名工作人员，只有一人幸免。
刚刚战败的伊朗为了避免事态升级，波斯沙阿法特赫-阿里沙·卡扎尔將王冠上最大的鑽石之一沙阿鑽石送給沙皇尼古拉一世以表示道歉。